# Атим'я (селище)
Ати́м'я (рос. Атымья) — селище у складі Пелимського міського округу Свердловської області.
Населення — 793 особи (2010, 937 у 2002).
Національний склад населення станом на 2002 рік: росіяни — 83 %.